# Carved in Stone (Rage)
Carved in Stone (dall'inglese inciso nella pietra) è il sedicesimo album in studio del gruppo musicale power metal tedesco Rage, pubblicato nel 2008 dalla Nuclear Blast.

## Il disco
La produzione dell'album è stata in parte influenzata dall'abbandono del gruppo di Mike Terrana, batterista in forza nei Rage sin dal 1999. Infatti l'album in questione si presenta meno tecnico rispetto al predecessore Speak of the Dead, in virtù della struttura più agile e immediata delle canzoni. In tal senso la scelta del nuovo batterista Andrè Hilgers si è rivelata fondamentale per dare al nuovo materiale la pesantezza e l'immediatezza che si erano un po' perse nelle ultime uscite discografiche della band. In effetti si assiste al ritorno di composizioni più orecchiabili, che fanno subito presa sull'ascoltatore, recuperando anche l'aggressività tipica dei Rage, grazie all'abbandono delle influenze orchestrali e progressive che avevano pesantemente condizionato la riuscita del precedente album in studio (solo la traccia Lord of the Flies presenta parti orchestrali e progressive).
Fin dalla prima traccia l'ascoltatore è assalito da un muro sonoro al limite del thrash metal, di cui si sente qualche influenza, che però nulla toglie alla componente melodica presente nell'album.
Il testo della title track è pieno di riferimenti, più o meno velati, alla guerra in Iraq. Alla fine, dei soldati partiti, non rimane nient'altro che ossa in una bara e un nome inciso nella pietra, da qui il nome dell'album.
La traccia Lord of the Flies è basata sul libro di William Golding Il signore delle mosche (in inglese Lord of the Flies).

### Edizioni
Esistono 3 edizioni diverse di Carved in Stone: l'edizione standard, quella deluxe con in allegato un DVD e la ristampa del 2009 con l'EP Gib Dich Nie Auf.

## Tracce
1. Carved in Stone – 5:21
2. Drop Dead! – 4:13
3. Gentle Murders – 4:12
4. Open My Grave – 4:41
5. Without You – 5:45
6. Long Hard Road – 4:37
7. One Step Ahead – 5:05
8. Lost in the Void – 4:14
9. Mouth of Greed – 3:56
10. Lord of the Flies – 5:45

## Formazione
- Peter Wagner - voce, basso
- Victor Smolski - chitarra, tastiere
- André Hilgers - batteria

### Ospiti
- Thomas Hackmann - backing vocals
- Jen Majura - backing vocals (Lord of the Flies)